# مسجد المحوار (السبرة)

تعديل مصدري - تعديل

مسجد المحوار محلة تابعة لقرية اللجع، التابعة لعزلة زبيد بمديرية السبرة إحدى مديريات محافظة إب في الجمهورية اليمنية.، بلغ تعداد سكانها 24 حسب تعداد اليمن لعام 2004.